# ERS 5
Environmental Research Satellites 5 (ang. badawczy satelita środowiskowy) - również: Tetrahedron Research Satellite 5 (ang. czworościenny satelita środowiskowy) – amerykański wojskowy satelita naukowy. Wyniesiony wraz z satelitą MIDAS 7 i bliźniaczym satelitą ERS 6. 

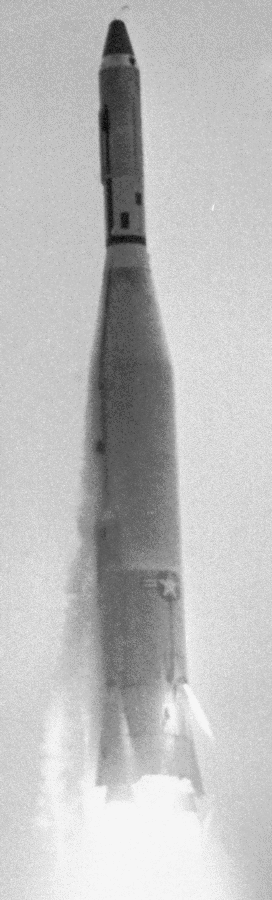
Rakieta Atlas Agena B z satelitami ERS 5, ERS 6 i MIDAS 7

Satelitą miał formę balonu o średnicy 31 cm. Jedynym eksperymentem na pokładzie był eksperyment badania degradacji ogniw słonecznych, trwający 92 dni. Sam satelita służył również do badania wpływu ciśnienia promieniowania słonecznego na orbitę statku.  
Nieoficjalna nazwa satelity, DASH 1, pochodziła od akronimu: Density And Scale Height.
Satelita spłonął w atmosferze ziemskiej 11 listopada 2011.